# S1mple
Oleksandr Olehovych Kostyliev (Kiev, 2 de octubre de 1997), más conocido como s1mple, es un jugador profesional ucraniano de Counter-Strike 2 para . Es considerado como uno de los mejores jugadores en la historia de Counter-Strike.

## Biografía
Nació el 2 de octubre de 1997. Su apellido proviene de Rusia. Desde muy pequeño, a la edad de cuatro años, incursionó en el mundo de Counter-Strike siguiendo el consejo de su hermano mayor. Fue en el lanzamiento de Counter-Strike: Global Offensive en 2012 cuando s1mple se involucró en el juego, uniéndose a su primer equipo profesional un año más tarde.

## Trayectoria
Durante sus primeros años en la escena competitiva de Counter-Strike, s1mple se unió a varios equipos, incluyendo LAN DODGERS, Courage Gaming y Hellraisers en 2014. A pesar de su habilidad, se vio envuelto en controversias y fue suspendido por violaciones de las reglas del juego, lo que resultó en un breve paso por Flipsid3 Tactics. No obstante, su carrera experimentó un avance significativo en 2016 al unirse a Team Liquid, donde logró notables resultados en torneos importantes.
El año 2018 destacó como un período crucial en la trayectoria de s1mple, durante el cual tuvo destacadas actuaciones individuales y obtuvo victorias con Natus Vincere, incluyendo títulos en eventos como ESL One: Cologne y BLAST Pro Series: Copenhagen. Su dominio en la escena de CS:GO lo ha posicionado como uno de los jugadores más destacados en la historia del juego, con múltiples reconocimientos MVP y una alta clasificación en el ranking HLTV top 20 players.
En 2021, s1mple continuó exhibiendo su destreza en la competencia al liderar a Na'Vi hacia la victoria en el PGL Major, donde fue nombrado MVP del torneo. Su sobresaliente desempeño también le valió el reconocimiento como Mejor Jugador de e-Sports en The Game Awards, consolidando su posición como una figura destacada en el ámbito de los deportes electrónicos.
Desde Julio de 2025 es miembro de BC.Game Esports.

## Logros destacados
| Pos.                     | Torneo                                    | Locación                   | Fecha                                              |
| Con Team Liquid          | Con Team Liquid                           | Con Team Liquid            | Con Team Liquid                                    |
| ------------------------ | ----------------------------------------- | -------------------------- | -------------------------------------------------- |
| Medalla de bronce        | MLG Major Championship: Columbus          | Columbus, Estados Unidos   | 29 de marzo de 2016 - 3 de abril de 2016           |
| Medalla de plata         | ESL One Cologne 2016                      | Colonia, Alemania          | 5 de julio de 2016 - 10 de julio de 2016           |
| Con Natus Vincere (NaVi) |                                           |                            |                                                    |
| Medalla de oro           | ESL One: New York 2016                    | Nueva York, Estados Unidos | 30 de septiembre de 2016 - 2 de octubre de 2016    |
| Medalla de bronce        | StarSeries Season 3                       | Kiev, Ucrania              | 4 de abril de 2017 - 9 de abril de 2017            |
| Medalla de bronce        | ESL One Cologne 2017                      | Colonia, Alemania          | 7 de julio de 2017 - 9 de julio de 2017            |
| Medalla de bronce        | ELEAGUE Major: Boston 2018                | Boston, Estados Unidos     | 12 de enero de 2018 - 28 de enero de 2018          |
| Medalla de plata         | DreamHack Masters Marseille 2018          | Marsella, Francia          | 18 de abril de 2018 - 22 de abril de 2018          |
| Medalla de oro           | StarSeries Season 5                       | Kiev, Ucrania              | 28 de mayo de 2018 - 6 de junio de 2018            |
| Medalla de oro           | CAC 2018                                  | Shanghai, China            | 14 de junio de 2018 - 18 de junio de 2018          |
| Medalla de oro           | ESL One Cologne 2018                      | Colonia, Alemania          | 3 de julio de 2018 - 8 de julio de 2018            |
| Medalla de bronce        | ELeague CS:GO Premier 2018                | Atlanta, Estados Unidos    | 21 de julio de 2018 - 29 de julio de 2018          |
| Medalla de plata         | FACEIT Major: London 2018                 | Londres, Reino Unido       | 5 de septiembre de 2018 - 23 de septiembre de 2018 |
| Medalla de plata         | EPICENTER 2018                            | Moscú, Rusia               | 23 de octubre de 2018 - 28 de octubre de 2018      |
| Medalla de plata         | BLAST Pro Series: Lisbon 2018             | Lisboa, Portugal           | 14 de diciembre de 2018 - 15 de diciembre de 2018  |
| Medalla de bronce        | IEM Katowice 2019                         | Katowice, Polonia          | 13 de febrero de 2019 - 3 de marzo de 2019         |
| Medalla de oro           | StarSeries Season 7                       | Shanghai, China            | 30 de marzo de 2019 - 7 de abril de 2019           |
| Medalla de bronce        | ESL One Cologne 2019                      | Colonia, Alemania          | 2 de julio de 2019 - 7 de julio de 2019            |
| Medalla de bronce        | DreamHack Masters Malmö 2019              | Malmö, Suecia              | 1 de octubre de 2019 - 6 de octubre de 2019        |
| Medalla de bronce        | ESL Pro League Season 10: Finals          | Odense, Dinamarca          | 3 de diciembre de 2019 - 8 de diciembre de 2019    |
| Medalla de plata         | ICE Challenge 2020                        | Londres, Reino Unido       | 1 de febrero de 2020 - 6 de febrero de 2020        |
| Medalla de oro           | BLAST Premier: Spring 2020 Regular Season | Londres, Reino Unido       | 31 de enero de 2020 - 16 de febrero de 2020        |
| Medalla de oro           | IEM Katowice 2020                         | Katowice, Polonia          | 24 de febrero de 2020 - 1 de marzo de 2020         |
| Medalla de plata         | ESL Pro League Season 12: Europe          | Europa (en línea)          | 1 de septiembre de 2020 - 4 de octubre de 2020     |
| Medalla de plata         | IEM Beijing-Haidian 2020: Europe          | Europa (en línea)          | 6 de noviembre de 2020 - 22 de noviembre de 2020   |
| Medalla de bronce        | IEM Global Challenge 2020                 | Europa (en línea)          | 15 de diciembre de 2020 - 20 de diciembre de 2020  |
| Medalla de oro           | BLAST Premier: Global Final 2020          | Europa (en línea)          | 19 de enero de 2021 - 24 de enero de 2021          |
| Medalla de oro           | BLAST Premier: Spring Groups 2021         | Europa (en línea)          | 4 de febrero de 2021 - 14 de febrero de 2021       |
| Medalla de oro           | DreamHack Masters Spring 2021             | Europa (en línea)          | 29 de abril de 2021 - 9 de mayo de 2021            |
| Medalla de plata         | Blast Premier: Spring Finals 2021         | Europa (en línea)          | 15 de junio de 2021 - 20 de junio de 2021          |
| Medalla de oro           | IEM Cologne 2021                          | Colonia, Alemania          | 6 de julio de 2021 - 18 de julio de 2021           |
| Medalla de oro           | ESL Pro League Season 14                  | Europa (en línea)          | 16 de agosto - 12 de septiembre de 2021            |
| Medalla de oro           | PGL Major Stockholm 2021                  | Estocolmo, Suecia          | 26 de octubre de 2021 - 7 de noviembre de 2021     |
| Medalla de oro           | Blast Premier: Fall Finals 2021           | Copenhague, Dinamarca      | 24 de noviembre de 2021 - 28 de noviembre de 2021  |
| Medalla de oro           | Blast Premier: World Final 2021           | Copenhague, Dinamarca      | 14 de diciembre de 2021 - 19 de diciembre de 2021  |
| Medalla de plata         | PGL Major Antwerp 2022                    | Amberes, Bélgica           | 9 de mayo de 2021 - 22 de mayo de 2021             |
| Medalla de oro           | BLAST Premier: Spring Finals 2022         | Lisboa, Portugal           | 15 de junio de 2021 - 19 de junio de 2021          |
| Medalla de plata         | IEM Cologne 2022                          | Colonia, Alemania          | 7 de julio de 2022 - 17 de julio de 2022           |
| Medalla de bronce        | IEM Katowice 2023                         | Katowice, Polonia          | 4 de febrero al 12 de febrero de 2023              |

## Premios individuales y reconocimientos

### Clasificaciones
Jugadores Top 20 de HLTV: 4.º (2016), 8.º (2017), 1.º (2018), 2.º (2019), 2.º (2020), 1.º (2021), 1.º (2022), 7.º (2023)

### MVP (Jugador Más Valioso)
- ESL One New York 2016
- DreamHack Winter 2017
- StarSeries Season 4, 2018
- StarSeries Season 5, 2018
- ESL One Cologne 2018
- Dreamhack Masters Marseille 2018
- Campeonato de Asia de CS:GO 2018
- BLAST Pro Series Copenhagen 2018
- StarSeries Season 7, 2019
- IEM Katowice 2020
- ESL Pro League Season 12: Europe 2020
- BLAST Premier: Global Final 2020
- DreamHack Masters Spring 2021
- Starladder CIS RMR 2021
- IEM Cologne 2021
- ESL Pro League Season 14 2021
- PGL Major Stockholm 2021
- Blast Premier: World Final 2021
- BLAST Premier: Spring Finals 2022
- IEM Cologne 2022

### EVP (Jugador Extremadamente Valioso)
- FACEIT Major: Londres 2018
- MLG Major Championship: Columbus, 2016
- ESL One Cologne 2016
- IEM Katowice 2019

### Otros premios
- Premios de e-Sports, Jugador de PC del Año, 2018
- Premios de e-Sports, Jugador de PC del Año, 2021
- The Game Awards, Mejor Jugador de e-Sports, 2021
- Jugador del Año (Premio de HLTV), 2022
- AWPer del Año (Premio del Panel), 2022
- Jugador del Año (Premio de HLTV), 2021
- Ganador del Intel Grand Slam Season 3